# Trematorya sternalis
Trematorya sternalis är en mångfotingart som beskrevs av Henri W. Brölemann 1909. Trematorya sternalis ingår i släktet Trematorya och familjen kamjordkrypare. Inga underarter finns listade i Catalogue of Life.